# Elise Gatien
Elise Gatien (Kamloops, 14 luglio 1988) è un'attrice canadese.

## Carriera
Recita fin dall'età di quattro anni in numerosi film e serie televisive.

## Filmografia

### Cinema
- Il bacio che aspettavo (In the Land of Women),regia di Jon Kasdan (2007)
- Il dottor Dolittle 4 (Dr. Dolittle: Tail to the Chief), regia di Craig Shapiro (2008)
- Diario di una schiappa - Vita da cani (Diary of a Wimpy Kid: Dog Days), regia di David Bowers (2012)
- Milionario in incognito (Secret Millionaire) (2018)

### Televisione
- Eureka – serie TV (2007)
- Smallville – serie TV (2009-2010)
- Supernatural – serie TV (2010)
- Restless Virgins, regia di Jason Lapeyre – film TV (2013)
- The Tomorrow People – serie TV (2014)
- iZombie – serie TV (2015)
- Due cuori e un matrimonio (Perfect Match), regia di Ron Oliver – film TV (2015)
- Unreal – serie TV (2015)
- La guerra dei matrimoni (Ms. Matched), regia di Mark Jean – film TV (2016)
- Motive (2016)
- Ghost Wars (2017)

## Doppiatrici italiane
Nelle versioni in italiano delle opere in cui ha recitato, Elise Gatien è stata doppiata da:
- Marta De Lorenzis in Milionario in incognito
- Marta Rapperini Tesoro in Virgin River[1]